# Лжецарь (фильм)
«Лжецарь» (серб. Лажни цар) — югославский исторический художественный фильм, снятый осенью 1955 года режиссёром Велимиром Стояновичем на черногорской киностудии «Ловчен-фильм».
Первый полнометражный художественный фильм в истории черногорской кинематографии.

## Сюжет
Фильм посвящён Степану Малому, самозванцу, выдававшему себя за русского императора Петра III. Став царём Черногории, Стефан Малый успешно боролся с турецкой и венецианской экспансиями, провёл ряд реформ, выступал за отмену кровной мести и братоубийственной борьбы. Жизнь главного героя фильма заканчивается трагически: его убивает слуга, турецкий наёмник.
Фильм, в целом, следует исторической канве событий, представляя главного героя как доброго и скромного человека, согласившегося выступить в роли Петра III из-за уговоров нескольких черногорцев.

## В ролях
- Раде Маркович — Стефан Малый
- Радомир Плаович — князь
- Васо Перишич — Капитан
- Люба Тадич — священник
- Любиша Йованович — аббат
- Виктор Старчич — Станко
- Страхинья Петрович — епископ
- Боро Бегович
- Бранко Плеша
- Джоко Бегович
- Петар Бегович